# Gręzówka
Gręzówka – wieś w Polsce położona w województwie lubelskim, w powiecie łukowskim, w gminie Łuków. 
Pod względem fizycznogeograficznym znajduje się w północno-zachodniej części Równiny Łukowskiej, w dorzeczu Krzny Północnej.
Liczba ludności Gręzówki wynosi 1418 (stan na 30 czerwca 2024).
1 stycznia 2024 roku do miejscowości przyłączono Gręzówkę-Kolonię i zniesiono część wsi Nową Gręzówkę. Już wcześniej wchodziły one w skład sołectwa Gręzówka. Tego samego dnia we wsi zaczęły obowiązywać nazwy ulic. 31 grudnia 2023 Gręzówkę zamieszkiwało 545 osób, a całe sołectwo 1429 mieszkańców. 
Wieś królewska w dzierżawie gręzowskiej w ziemi łukowskiej województwa lubelskiego, wg stanu około 1786 roku.
W zachodniej części wsi znajduje się cmentarz z 1938 roku, na którym znajduje się kwatera z grobami żołnierzy wojny obronnej 1939.
Do roku 1954  Gręzówka była przejściowo siedzibą gminy Dąbie.
W latach 1954–1972 wieś należała i była siedzibą władz gromady Gręzówka. W latach 1975–1998 miejscowość administracyjnie należała do województwa siedleckiego.
W Gręzówce-Kolonii jest siedziba rzymskokatolickiej parafii Matki Boskiej Częstochowskiej.